# Керимова, Мания Искендер кызы
Мания Искендер кызы Керимова (азерб. Manya İsgəndər qızı Kərimova; 18 июня 1919, Гянджинский уезд — 1986, Касум-Исмаиловский район) — советский азербайджанский хлопковод, Герой Социалистического Труда (1948).

## Биография
Родилась 19 июня 1919 года в селе Бахчакюрд Гянджинского уезда Азербайджанской Демократической Республики (ныне Геранбойский район).
Окончила Азербайджанский сельскохозяйственный институт имени Агамали оглы.
В 1933—1960 годах колхозница, звеньевая колхоза имени Ворошилова Касум-Исмайловского района, заведующая отделом, инструктор по МТС Касум-Исмайловского РК КП Азербайджана, председатель колхозов имени Калинина, имени Энгельса и имени Кирова. С 1960 года председатель исполкома Агамалыоглинского сельского Совета депутатов трудящихся.
Мания Керимова наряду с односельчанкой Басти Багировой стала одной из основоположников стахановского движения в колхозе. В 1936 году Мания сообщила о рекордном сборе хлопка в колхозе — 504 кг в день, превысив обычные показатели в 10-11 раз. В 1937 году хлопковод достигла высокого показателя урожайности хлопка — 120 центнеров с гектара. В 1948 году, будучи звеньевой колхоза, получила урожай хлопка 87,14 центнеров с гектара на площади 5 гектаров.
Указом Президиума Верховного Совета СССР от 10 марта 1948 года за получение в 1947 году высоких урожаев хлопка Керимовой Мание Искендер кызы присвоено звание Героя Социалистического Труда с вручением ордена Ленина и золотой медали «Серп и Молот».
Активно участвовала в общественной жизни Азербайджана. Член КПСС с 1939 года.
Скончалась в 1986 году.

## Память
Керимова — одна из персонажей поэмы народного поэта Азербайджана Самеда Вургуна «Мугань» (1948—1949).
А в степи, где ни каменных дамб, ни мостов,

В знойный полдень — чеканка хлопковых кустов, Все расплавлено в пламени. Будет гроза...

Лишь на миг Мания закрывает глаза..
С. Вургун, отрывок из поэмы «Мугань»
Также ей посвящены картина народного художника республики Салама Саламзаде «Хлопковод Мания Керимова» (1938) и один из сюжетов фильма «Советский Азербайджан» (1950).